# Джоузефин Чаплин
Джоузефин Хана Чаплин (на английски: Josephine Hannah Chaplin) (28 март 1949 г. – Санта Моника, Калифорния – Париж, Франция – 13 юли 2023 г.) е американска актриса.
Джоузефин Чаплин е родена в Санта Моника през 1949 г., втората дъщеря от четвъртия брак на актьора Чарлз Чаплин с Уна О'Нийл. Тази връзка създава и седемте братя и сестри Джералдин, Майкъл, Виктория, Юджийн, Джейн, Анет и Кристофър. Тя също има полубратя и сестри Норман, Чарлз и Сидни от предишните бракове на баща си.
Дори като малко дете, Чаплин застава пред камерата за баща си във филма му Limelight. По-късно тя живее и работи основно във Франция. През 1972 г. тя участва в италианско-френската копродукция Pasolini's Daredevil Stories заедно с Хю Грифит и Лора Бети. През 1974 г. тя застава пред камерата с Клаус Кински и Андреас Манкопф за филма Джак Изкормвача – Убийцата на блудницата от Лондон за Джак Изкормвача. Нейната актьорска работа включва около две дузини продукции, като за последен път тя се появява във филм през 1994 г.
През 1969 г. Джоузефин Чаплин се жени за гърка Николас Систоварис в Швейцария. През 1971 г. им се ражда син. Чаплин е женена за френския актьор и режисьор Морис Роне от 1977 г. до смъртта му през 1983 г. Те се появяват заедно във филма от 1972 г. „Смъртоносни заглавия“, а през 1981 г. тя участва в адаптацията на Едгар Алън По Ligeia, режисирана от него. Бракът доведе до син, роден през 1980 г. През 1989 г. Чаплин се жени за археолога Жан-Клод Гарден (1925 – 2013). През 1987 г. им се ражда син.
Жозефин Чаплин почива в Париж през юли 2023 г. на 74-годишна възраст.

## Филмография
- 1952: Rampenlicht (Limelight)
- 1971: Pasolinis tolldreiste Geschichten (I racconti di Canterbury)
- 1972: Escape to the Sun
- 1972: Tödliche Schlagzeilen (L’Odeur des fauves)
- 1974: Der Mann ohne Gesicht (Nuits rouges)
- 1974: Hilfe, mein Degen klemmt (Les Quatre Charlots mousquetaires)
- 1975: Dr. med. Françoise Gailland (Docteur Françoise Gailland)
- 1976: Jack the Ripper – Der Dirnenmörder von London
- 1976: Sturmtrupp in die Hölle (Vrhovi zelengore)
- 1981: Ligeia (TV)
- 1984: Hühnchen in Essig (Poulet au vinaigre)
- 1984: The Bay Boy
- 1987: Hemingway (Vierteiliger Fernsehfilm)